# بطولة كاريوكا 1947
بطولة كاريوكا 1947 هو موسم من بطولة كاريوكا. فاز فيه نادي فاسكو دا غاما.